# اچ‌ام‌اس رستوریشن (۱۷۰۶)
اچ‌ام‌اس رستوریشن (۱۷۰۶) (به انگلیسی: HMS Restoration (1706)) یک کشتی بود که طول آن ۱۵۱ فوت (۴۶٫۰ متر) بود.